# Calcarostoma calcaratum
Calcarostoma calcaratum is een mosselkreeftjessoort uit de familie van de Paradoxostomatidae. De wetenschappelijke naam van de soort is voor het eerst geldig gepubliceerd in 2004 door Schornikov & Wouters.